# Ape (rapper)
Ape, noto anche come Morgy Morgante, pseudonimo di Matteo Vergani (Milano, 19 dicembre 1978), è un rapper italiano.

## Biografia
Avvia l'attività artistica nel 1996 come componente del gruppo Trilamda, insieme ai quali calca i primi palchi della provincia milanese realizzando demotape (tra cui La dannazione nel 1998) sino alla pubblicazione del mini album Dichiari amari divari nel gennaio del 2000.
Nel 2002 pubblica come solista l'EP A Domani, dopo un anno di silenzio. Successiva alla realizzazione dell'EP è stata la partecipazione alla compilation Da bomb prodotta dal Circolo degli Artisti di Roma e all'album Classe 73 di Bassi Maestro in Giorni Matti.
Nel gennaio del 2004 è uscito Venticinque, che si caratterizza per la varietà delle produzioni e per i testi introspettivi. Successive all'uscita dell'album le partecipazioni alla compilation Street flava vol 2 prodotta dal network radiofonico RIN e all'album Redneck Olimpics del produttore statunitense KutMasta Kurt oltre a numerose collaborazioni nei dischi di altri rapper lombardi.
Nel 2005 uscì Generazione di sconvolti, che alterna produzioni e temi di vari registri. Successive all'album sono state le collaborazioni su Il basso, la batteria etcetera di L Duke, Il suono per resistere di Zampa e Jack the Smoker e la partecipazione alla compilation Street flava vol 3 prodotta dal network radiofonico RIN. L'anno successivo ha partecipato all'Hip hop Motel, evento hip hop italiano tenutosi al Mazda Palace di Milano; nello stesso anno ha pubblicato Satriale Mixtape.
Nel 2007 è stato pubblicato l’album Morgy Mo' e la gente per bene, un disco nel quale tutte le tracce raccontano la storia del protagonista Morgy Mo, alter ego dello stesso rapper, una vera e propria “audio novel”. Due anni dopo è stata la volta di Surplus, un album che segna un differente approccio a livello discografico e viene proposto gratuitamente sul sito www.hano.it.
Nell’ottobre 2011 ha partecipato a Change Is Gonna Come, il mixtape di Dj Kamo con tre inediti, Peaceful e Mostly e all’album di Dari Mc Clochard nel pezzo Ho fame. Nell'aprile dell'anno successivo è stato pubblicato il video del singolo Stato mentale prodotto da Il Francese a cui fa seguito un mini tour di cinque date.
Nel 2013 ha collaborato nuovamente con Dj Kamo e Bassi Maestro nel pezzo 24.7.365 incluso nell’album Changes, con Naiz nel pezzo Torre di controllo incluso nell’album Alcatraz e con Matt Manent nel pezzo Giustizieri delle note, presente nell’album La valle degli orti nordici.
Nel 2015 ha preso parte al mixtape HWWS3 di Asher Kuno con due brani: L’ultimo tiro e One of These Dayz. Sempre con Kuno nel 2016 ha pubblicato l'album Gemelli, un'autoproduzione che segna il ritorno ufficiale sulla scena.
Il 2 marzo 2018 è stato il turno di The Leftovers e il 5 dicembre dello stesso anno uscì 1978, un EP che celebra i suoi 40 anni.
Tredici anni dopo il primo volume, nel 2019, è uscito Satriale #2, seguito a fine anno dall'album Alba meccanica.
Il 2020 si aprì con numerosi collaborazioni con altri rapper ed in parallelo alla pubblicazione di quattro singoli: Fotogrammi sparsi (a giugno), Brianza State of Mind (a settembre), Dici di no (nel mese di ottobre) e Cocobanger, pubblicato il 20 novembre. I quattro singoli hanno anticipato l'uscita dell'album Brianza Chronicles, pubblicato il 16 dicembre in digitale e in edizione limitata in vinile.
Nel 2021 insieme a Posaman e Royal Damn crea il progetto "Brews Brothers" con cui pubblica due singoli "Brews Brothers Versa qui" e "Brews Brothers Inner city" e collabora con Tebra ed Ill Papi nel singolo "Pioggia e Sole". Nel 2022 pubblica insieme a Dj Yodha, Oyoshe e Dome Flame il singolo "Codice".
Nel 2023 pubblica l'ep "Numeri Complessi" che segna il ritorno ufficiale con un progetto solista e getta le basi per l'album "Lettere mai scritte" pubblicato il 9 novembre 2024 che include i singoli "Ultimo Miglio" e "Rap Star".
L'album interamente prodotto da Ill Papi  è "un disco autobiografico che parla di cambiamenti, di delusioni, di sconfitte e di vittorie, barre rimaste nascoste per troppo tempo che era il momento di tirare fuori, lettere che dopo tanto tempo abbiamo trovato il coraggio di scrivere e pubblicare."
Ad accompagnare testi e musica si aggiungono i visual di Massimo “Bod” Ciceri  e le foto di Lara Bordoni che hanno seguito il progetto delle origini trasformando la musica in immagini. 

## Discografia

### Da solista

#### Album in studio
- 2004 - Venticinque
- 2005 - Generazione di sconvolti
- 2007 - Morgy Mo' e la gente per bene
- 2009 - Surplus
- 2017 - Gemelli (con Asher Kuno)
- 2018 - The Leftovers
- 2019 - Alba meccanica
- 2020 - Brianza Chronicles
- 2024 - Lettere mai scritte

#### EP
- 2002 - A domani
- 2018 - 1978
- 2023 - Numeri complessi

#### Mixtape
- 2006  - Satriale #1
- 2019 - Satriale #2

### Con i Trilamda
- 1998 - La Dannazione
- 2000 - Dichiari Amari Divari